# 莫克瓜大区
莫克瓜大區（西班牙語：Departamento de Moquegua）是秘魯南部的一個大區，西南臨太平洋，由沿海地區延伸到高地。其名字在克丘亞語的意思是「安靜」的地方。首府莫克瓜，它是秘魯高GDP和國民教育水平的主要城市之一。

## 地理
本大區的火山及其地貌使其地理優勢非凡。它由坦博河的上游部分形成，坦博河是最澎拜的沿海河流之一，形成多個深谷，可分為三個部分，第一部分在西北部，形成了普基纳-拉卡皮亞（Puquina-La Capilla）區域。這些是岩石中真正的綠洲；乾旱的山坡和一些可以進行園藝的梯田。由於良好的氣候和肥沃的土壤，這裡生產高質量的苜蓿以及水果，尤其是葡萄。第二部分是奥马特（Omate）山谷，該地區人口最多且肥沃的土壤之一。秘魯最活躍的火山烏維納斯就在附近。在山坡上，與高地的荒涼和貧瘠相比，土地肥沃。坦波河的南部是Carumas鎮，與普基纳和奥马特一起是該地理的重要中心。莫克瓜河是一條短河，由這些支流形成：托拉塔河，瓦拉卡內河和圖米拉卡河。經過大區首府後，它進入一個叫做Osmare的峽谷。

### 邊界
莫克瓜大區北鄰阿雷基帕大區，東鄰普諾大區，南鄰塔克納大區，西鄰太平洋。

## 行政區劃

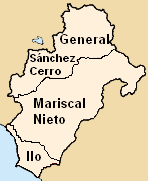
莫克瓜大區的3個省

莫克瓜大區分為3個省（provincias，單數：provincia），共有20個區（distritos，單數：distrito）。下轄省份（首府在括號內）如下：
- 桑切斯將軍山省（奧馬特）
- 伊洛省（伊洛）
- 涅托元帥省（莫克瓜）

## 人口

### 人口結構
根據1993年人口普查，莫克瓜大區人口為128,747，其中男性佔51.9％（66,843人），女性佔48.1％（61,904人）。
到了2002年，全國人口信息研究所（INEI）估計該地區的人口為156,750。

### 語言
根據2007年秘魯人口普查，居民最先學習的語言是西班牙語（79.37%）、艾馬拉語（10.71%）、克丘亞語（9.57%）和屬於瀕危語言的Ashaninka語言（0.04%）。其他原住民語言有0.19%優先學習而外語有0.04%優先學習。莫克瓜大區所用的克丘亞語變體是庫斯科-科勞克丘亞語。以下表格顯示莫克瓜大區最先學習語言的數據：
| 省             | 克丘亞語 | 艾馬拉語 | Asháninka語言 | 其他原住民語言 | 西班牙語 | 外語 | 聾啞 | 總數    |
| -------------- | -------- | -------- | ------------- | -------------- | -------- | ---- | ---- | ------- |
| 桑切斯將軍山省 | 8,905    | 470      | 5             | 22             | 14,354   | 3    | 22   | 23,781  |
| 伊洛省         | 2,735    | 5,138    | 19            | 117            | 52,519   | 36   | 27   | 60,591  |
| 涅托元帥省     | 3,093    | 10,875   | 31            | 154            | 55,268   | 23   | 65   | 69,509  |
| 總數           | 14,733   | 16,483   | 55            | 293            | 122,141  | 62   | 114  | 153,881 |
| %              | 9.57     | 10.71    | 0.04          | 0.19           | 79.37    | 0.04 | 0.07 | 100.00  |

### 移民
來自國內其他大區的人口占總人口的37.8％，有0.2％的居民在國外出生。
最大的移民群體來自普諾大區（佔總人口的14.7％）和阿雷基帕大區（佔總人口的9.9％）。

### 年齡
人口結構中，在20歲以下的人口為43.3％，在20歲至24歲之間的比例為9.9％，在25歲至44歲之間的比例為28.6％，在45歲至64歲的人群中為13.4％，在65歲以上年齡段的人口為4.8％。

### 教育
有33.3%人口接受了中等教育，有5.5%完成了大學以外的高等教育，還有4.3%完成了大學教育。有37.9%人口只接受了初等教育，未受教育的有7.1%。
大區的文盲率是10%。

## 歷史
西班牙編年史家所記載的印加口述傳說長期以來一直認為，當今的莫克瓜地區早在印加人到達之前就被稱為普奇那族（pukinas）和科利亞族（qullas）的一小群土著人居住。根據編年史家加爾西拉索·德·拉·維加所說，就是由印加邁塔·卡帕克組織了軍事征戰，把庫斯科君主的領土擴大到沿海這一地區。由於當地土地肥沃，能夠支持更多的人口，因此印加負責陸軍的軍官決定建立Cuchuna和Moquegua鎮。因此，他們還在被征服土地的基礎下保護印加地區。
在過去的幾十年中進行的考古研究為莫克瓜的古代歷史提供了可觀的啟示，使秘魯的這個偏遠地區在秘魯的歷史上具有獨特的地位。考古調查和發掘記錄在無數專業出版物中，以及莫克瓜的文化博物館（Museo Contisuyo）上供公眾閱讀的書籍中顯示，一系列佔領活動從可追溯的公元前10,000多年直到今天。
沒有關於西班牙征服或其軍隊建立莫克瓜市的準確資料。據推測，它由佩德羅·坎西諾（Pedro Cansino）和他的妻子約瑟法·德·畢爾巴鄂（Josefa de Bilbao）於1541年11月25日成立。
硝石戰爭期間，莫克瓜大區當地遭到智利軍隊的入侵。他們洗劫當地建築物（甚至教堂），折磨婦女，以及搶奪民眾的珠寶。
1936年4月3日建區。